# Xã Shady Grove, Quận Greene, Arkansas
Xã Shady Grove (tiếng Anh: Shady Grove Township) là một xã thuộc quận Greene, tiểu bang Arkansas, Hoa Kỳ. Năm 2010, dân số của xã này là 177 người.